# Chens-sur-Léman

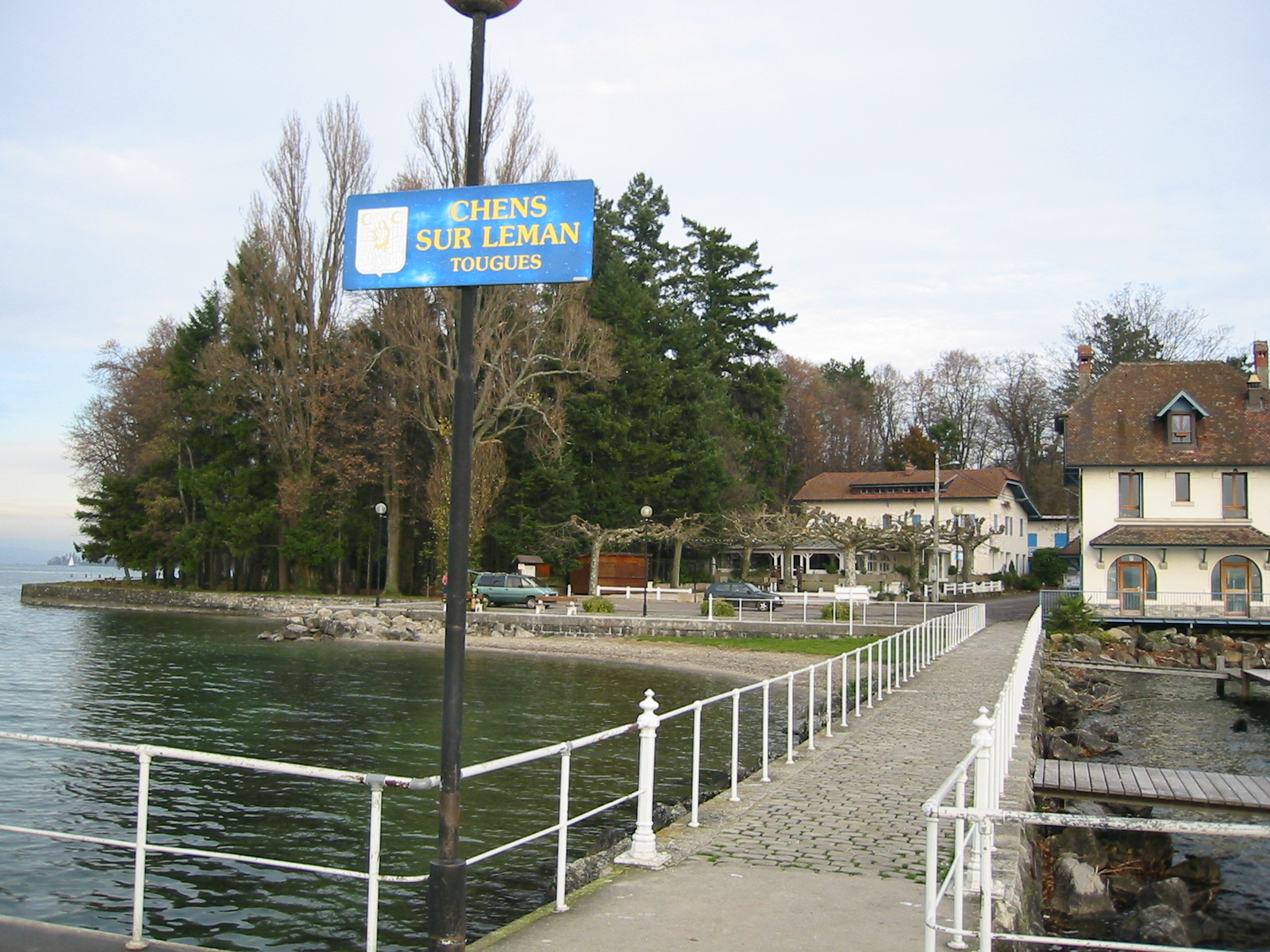
Przystań Tougues (2002)

Chens-sur-Léman – miejscowość i gmina we Francji, w regionie Owernia-Rodan-Alpy, w departamencie Górna Sabaudia.
Według danych na rok 1990 gminę zamieszkiwały 1063 osoby, a gęstość zaludnienia wynosiła 98 osób/km² (wśród 2880 gmin regionu Rodan-Alpy Chens-sur-Léman plasuje się na 745. miejscu pod względem liczby ludności, natomiast pod względem powierzchni na miejscu 1057.).